# Ковальство

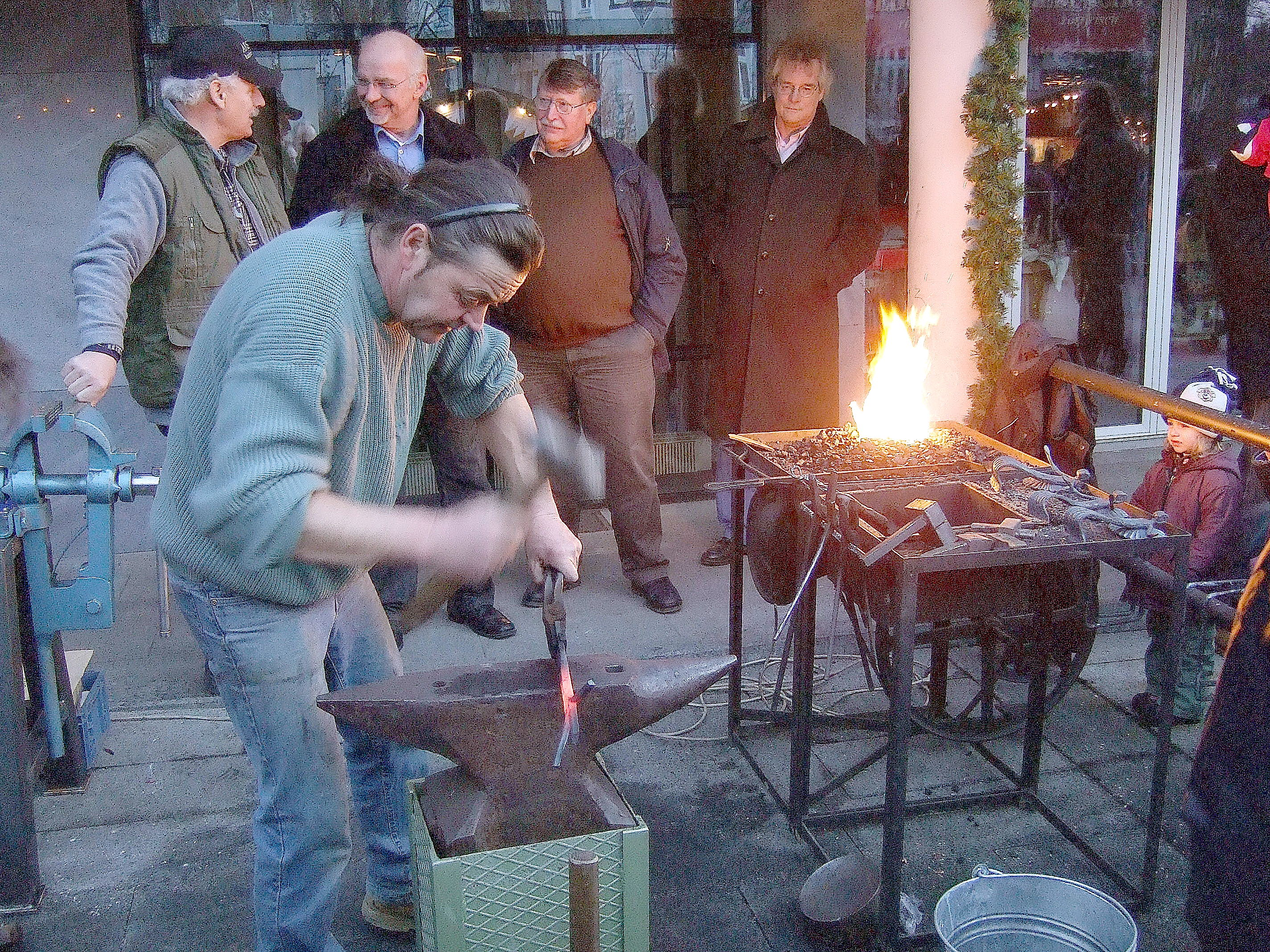
Сучасний коваль за роботою, община Фельден, р-н Філлах-Ланд, Каринтія, Австрія, 2007

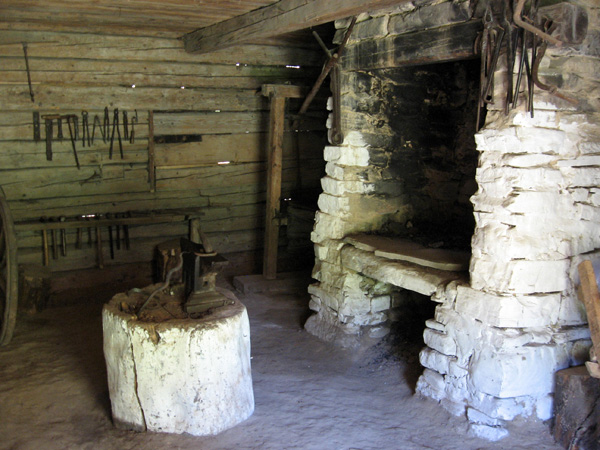
Реконструкція старовинної кузні в Шевченківському гаю. Львів, 2007

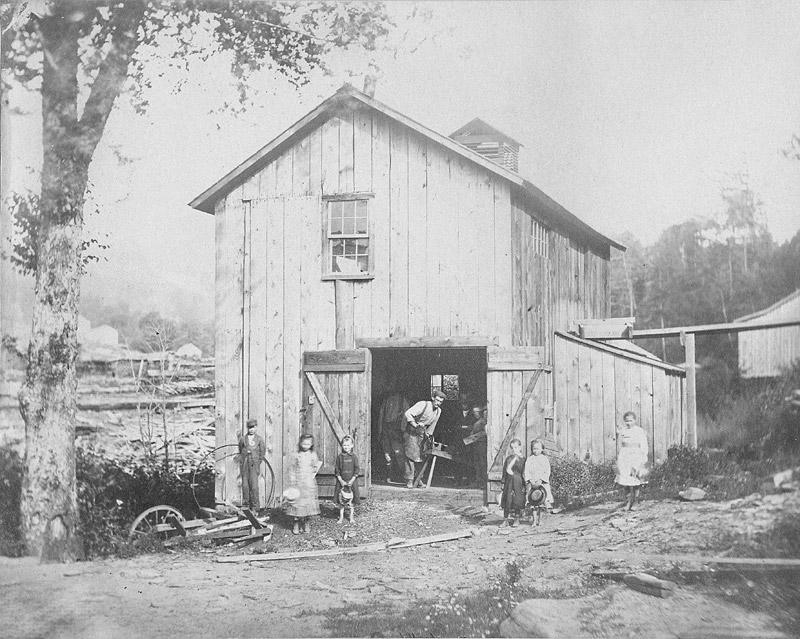
Коваль і його родина в кузні, США. Фото в «Нью-Йорк Таймс», 1890

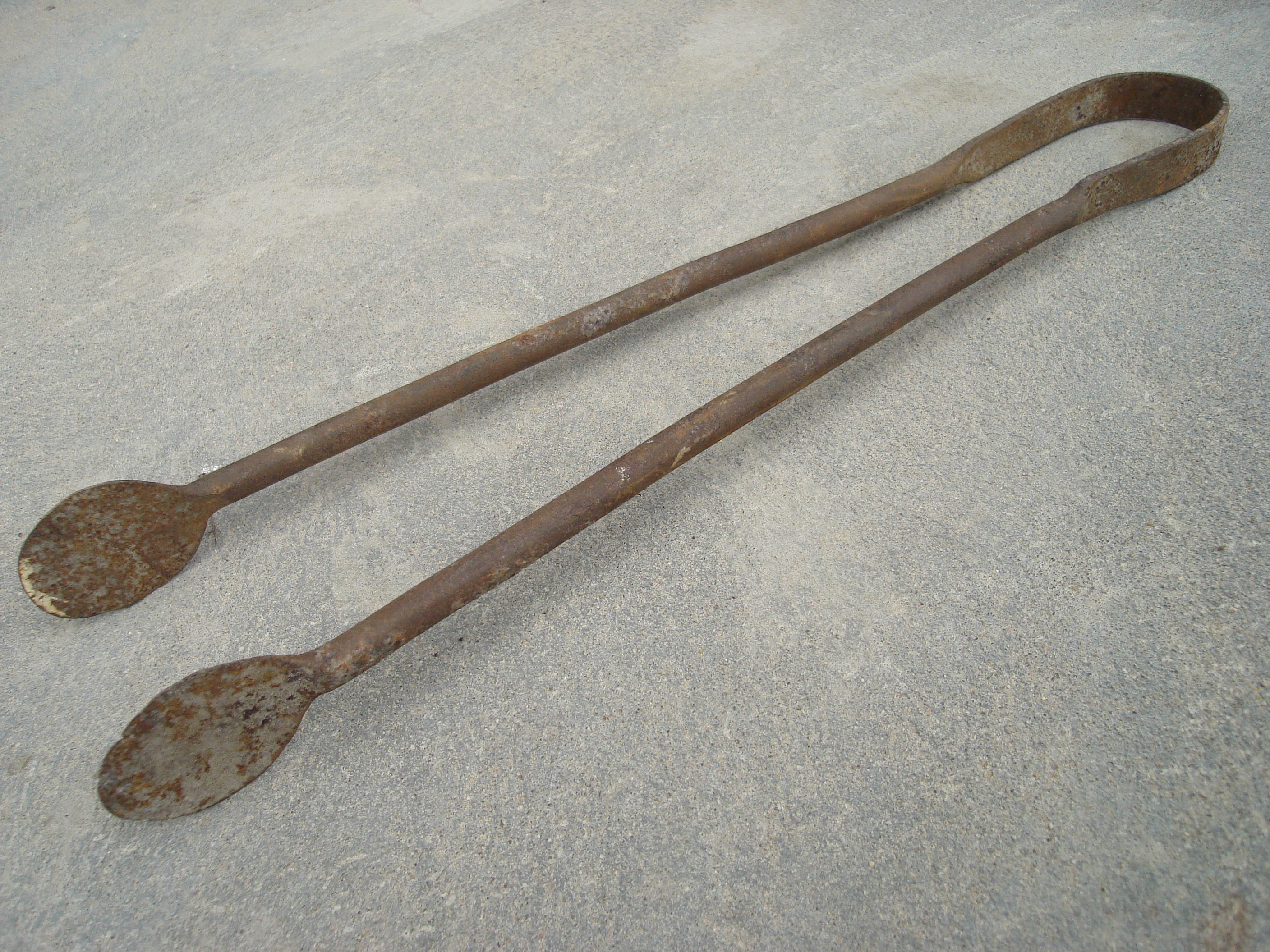
Старовинні кліщі польського коваля

Кова́льство — обробка металу способом кування. Ковалі здавна виготовляли зброю та різноманітні речі господарського призначення (сокири, ножі, молотки, лопати, сапи, лемеші, цвяхи, замки, клямки, залізні ворота й огорожі, стремена тощо). Важливими видами ковальства були підковка коней, а також оковка возів і особливо натягування залізних шин на колеса.

## Історія
Ковальство здавна відоме багатьом народам світу.
Холодне кування самородних золота, срібла, міді, а також метеоритного заліза було відоме в Єгипті і Передній Азії в епоху енеоліту, за кілька тисячоліть до нашої ери.
Гаряче кування з'явилося вперше теж ще до н. е. в Передній Азії, де люди навчилися плавити мідь з руди. У кінці епохи енеоліту і на початку бронзової доби тут вже вміли лити, і, в обмеженій мірі, виковувати мідь і бронзу. Бронза — це сплав міді та 10-20 % олова. Бронза перевершує мідь, тому що вона твердіше, більш стійка до корозії і має більш низьку температуру плавлення (тому для виплавки і лиття бронзи потрібно менше палива). Бронзу широко використовували для виготовлення знарядь праці і зброї.
Більша частина міді, яку використовували цивілізації Середземномор'я, надходила з острова Кіпр, а більша частина олова надходила з півострова Корнуолл на острові Велика Британія і перевозилася морем фінікійськими і грецькими купцями. Припускають також, що на Донбасі з доби пізньої бронзи діяли мідні рудники та великий металургійний центр .
У XII столітті до н. е. почалася залізна доба, коли залізо і сталь поступово витіснили бронзу при виготовленні зброї, знарядь праці і предметів домашнього ужитку. Хоча температура плавлення заліза набагато вища, ніж бронзи, але залізна руда зустрічається в природі набагато частіше, ніж мідна та олов'яна, це і зумовило перехід від бронзи до заліза. Цей процес не був одночасним у різних частинах планети, наприклад, австралійські аборигени не знали заліза до приходу на континент європейців у кінці XVIII століття.
Обробка металів раніше за інші ремесла відокремилась від землеробства.
До XV—XVI ст.ст. завершилася спеціалізація ковальства за галузями:
- виготовлення зброї (зброярство)
- виготовлення інструментів і реманенту
- виготовлення замкі́в, ключів і деякого іншого хатнього і господарського (підкови для коней) начиння
- виготовлення художніх виробів (художня ковка ґрат, воріт і т. ін.), тощо.

У XVI ст. з'явилися перші механічні молоти, з приводом від водяних коліс (в Україні існує кузня з таким молотом — водяна кузня Гамора).
На поч. XIX ст. почали застосовувати машинне штампування.
У сер. XIX ст. Джеймс Несміт (Англія) винайшов паровий молот, а наприкінці цього ж століття з'явився гідравлічний прес, який власне і започаткував сучасне промислове виробництво металевих виробів.
У наш час машинізоване ковальство є штампувальним виробництвом металевих виробів, а ковальство домашинне існує як народне ремесло.

### Ковальство в Україні
Ковальство на землях сучасної України відоме з часів трипільської культури, ще задовго до н. е., а виробництво заліза та його обробка методом гарячої ковки — зі скіфської епохи, що значною мірою було зумовлене багатими покладами червоного і бурого залізняку та болотяних руд — на Закарпатті, Буковині, Галичині, Поліссі, Середній Наддніпрянщині тощо.
Болотяна руда легко піддавалася обробці найпримітивнішими способами. У горні вже при температурі 700—800 °С вона перетворювалася на густу залізну масу (крицю). Цю масу із залишками шлаку та ожарини знову обпалювали і перековували, доки залізо не очищалося та не набувало необхідних властивостей. Отже, чи не кожний селянин міг добувати собі матеріал для виготовлення сокири, мотики, заступа, наральника, цвяхів тощо. Оскільки справа це достатньо трудоємка, металургія дуже рано відокремилася в окремий рід занять.
Вже у Х–XI ст. ковальська майстерність досягла такого високого рівня, що деякі способи обробки заліза і технології виготовлення знарядь праці і предметів побутового призначення були такими, як відомі нам тепер.
Від Середньовіччя і пізніше ковалі і Україні були постійні і мандрівні (останніми з сер. 2-го тис. це нерідко були цигани). Селяни нерідко приносили своє вугілля, а платили здебільшого натурою. Постійні ковалі влаштовували стаціонарну кузню на селі.

## Кузня
У XVII—XIX ст. такі влаштовувалися чи не в кожному українському селі. Це була невелика зрубна однокамерна хатина, обладнана горном, ковальським міхом, коритом і діжками з водою для гартування, стояком для підковки чобіт.

## Процес кування
Процес кування відбувався так: коваль розігрівав до жовтого кольору шматок металу в горні, де горіло деревне вугілля. Горіння підсилювалося роздмухуванням полум‘я за допомогою ковальського міха із соплом. Далі брав кліщами залізо, клав його на ковадло та бив по ньому молотом, придаючи предметові потрібної форми. Часто ковалеві допомагав помічник — звичайно підліток, що виконував обов‘язки молотобійця (для особливо складного кування іноді була потрібна допомога кількох молотобійців). Тримаючи кліщами предмет, що лежав на ковадлі, коваль ударами молотка-ручника показував молотобійцю, куди бити молотом, щоб надати предметові потрібної форми. Викувавши річ, її кидали у корито з водою для гартування.
Крім власне кування металу, українські ковалі виконували значний обсяг слюсарних робіт.

## Інструмент і обладнання

Ковальський інструмент і реманент: ковадло, міх, кліщі

Ковальський інструмент включає:
- ковадло — основа, на якій здійснюється кування. Має конус (дзюб) з одного і приплюснуту почву з іншого боку;
- маленьке ковадло («шперак», «наковань»);
- молот одноручний чи ручник — основний інструмент коваля. Вага — від 0,8 до 2 кг;
- молот дворучний — інструмент молотобійця, призначений для кування великих виробів. Вага — від 2 до 8 кг;
- кувалда — важкий дворучний молот вагою до 16 кг;
- пробійники — інструмент для пробиття отворів;
- гладилка — інструмент у вигляді призми на ручці для вигладжування поверхні виробу;
- підбійки — інструмент для нанесення канавок на поверхню виробу;
- ковальська форма — плита з отворами і борознами, на яку кладуть заготовку, щоб надати їй потрібної форми
- зубило — інструмент для розрубання прутів. Ковальське зубило відрізняється у першу чергу тим, що воно має отвір для насадження на дерев'яну ручку подібно до молотка. Це дозволяє віддалити руку від розпеченого металу, але воно може використовуватись і для холодного рубання. Ковальські зубила можуть бути і фасонними, із заокругленою різальною кромкою[4][5];
- кліщі — інструмент для виймання заготовок з горна й утримування їх на ковадлі;
- ножиці по металу;
- обтискачі — для формування головок;
- ножівки по металу,
- плашки — для нарізання зовнішньої різьби;
- мітчики — для нарізання внутрішньої різьби;

Використовують ковалі і вимірювальні інструменти: кронциркулі, нутроміри, калібри, сталеві лінійки, кутники тощо.
Для підковування коней використовують такі інструменти:
- молоток;
- копитний ніж — для обрізання копит;
- рашпіль — для зачищання копит;
- копитна щітка — для очищання копит від бруду;
- копитний гачок — для видалення бруду з копитної стрілки;
- обсічка — для зняття старих підков;
- обценьки — для виймання вухналів.

Необхідними елементами обладнання кузні є горно, ковальський міх і балія з водою — для гартовування готових виробів.

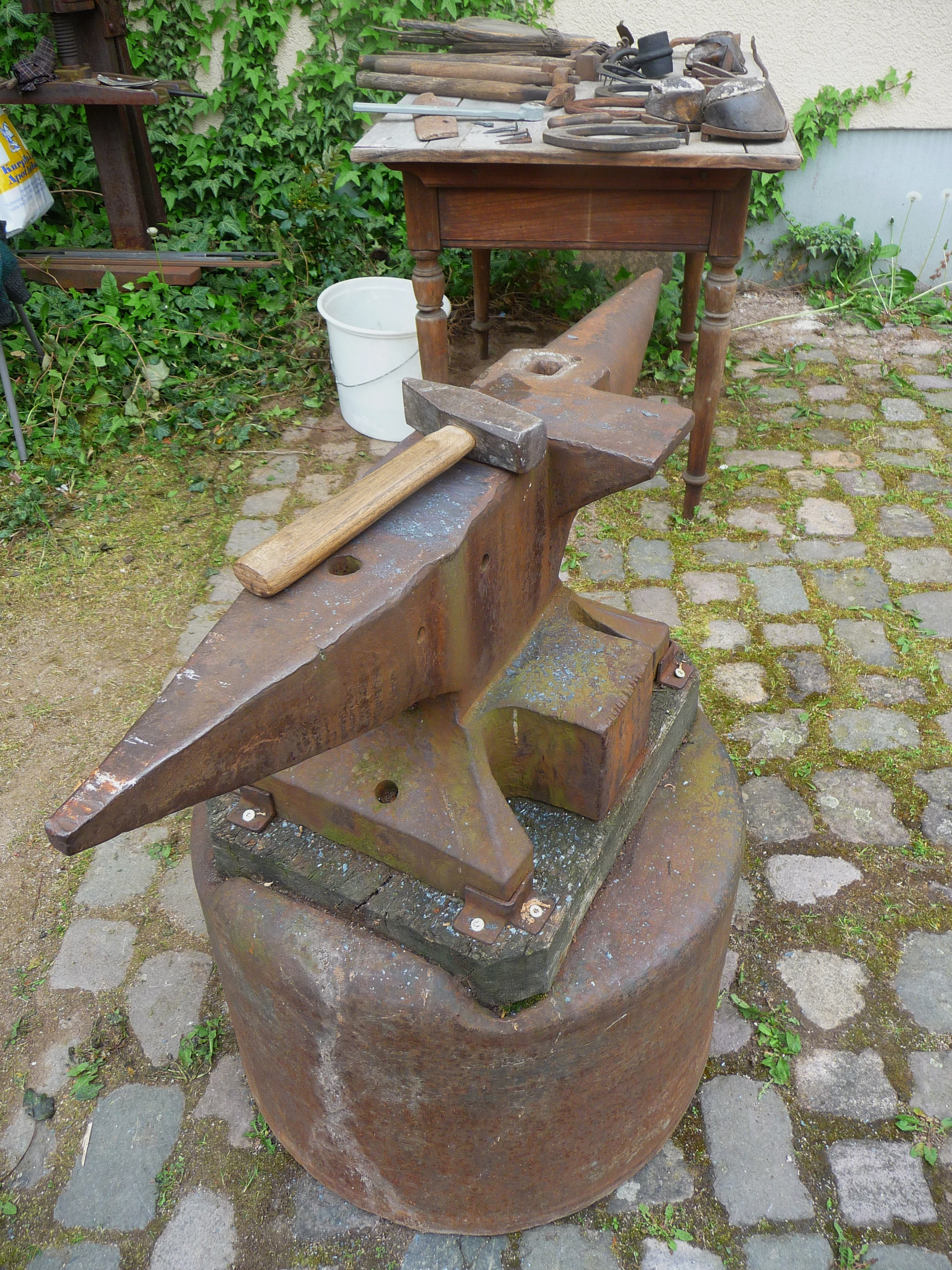
Ковадло
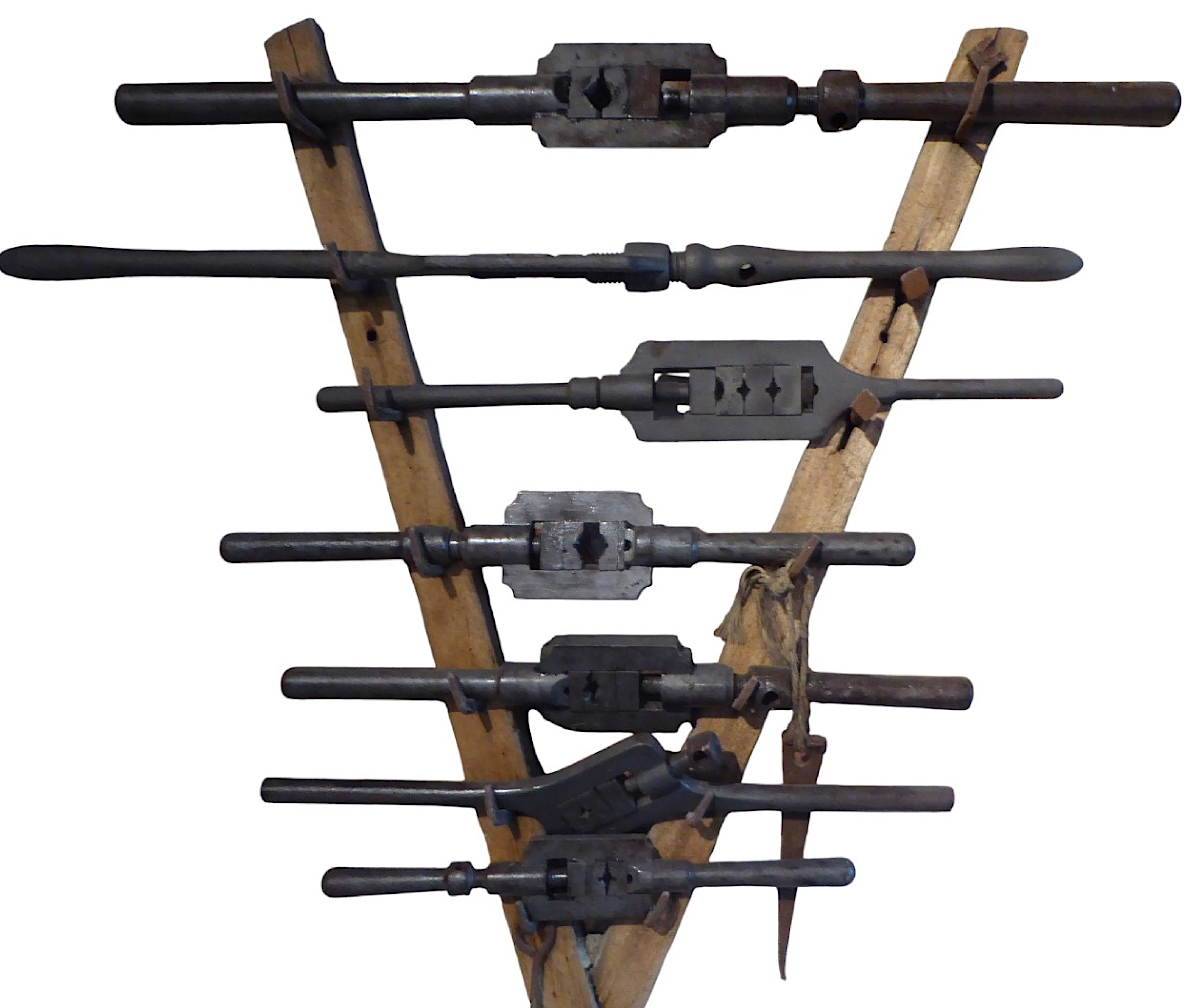
Обтискачі
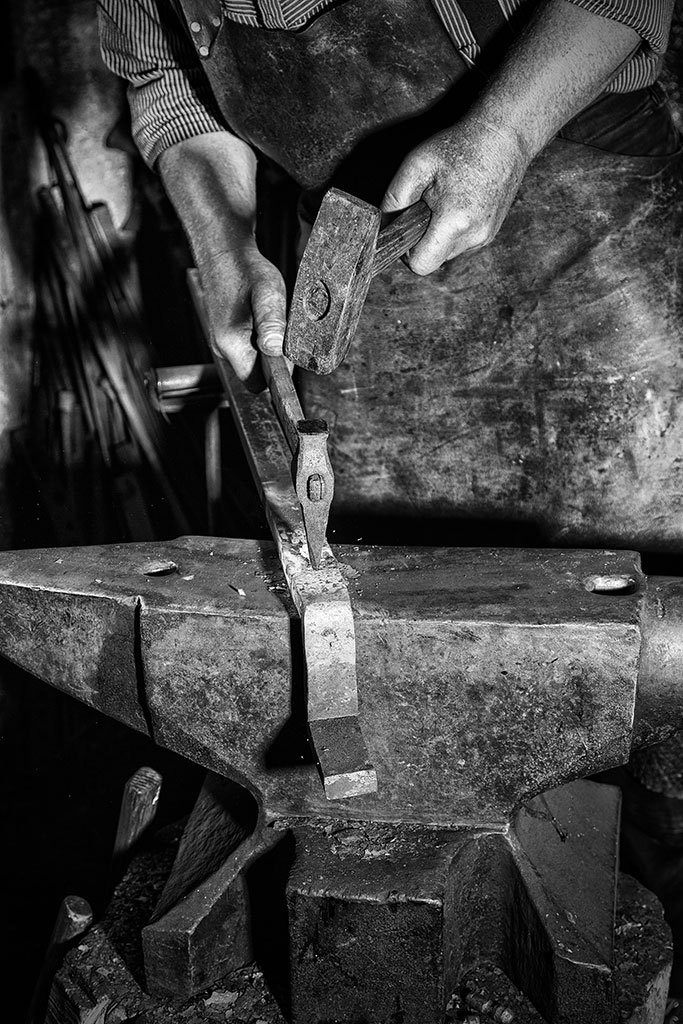
Використовування пробійника
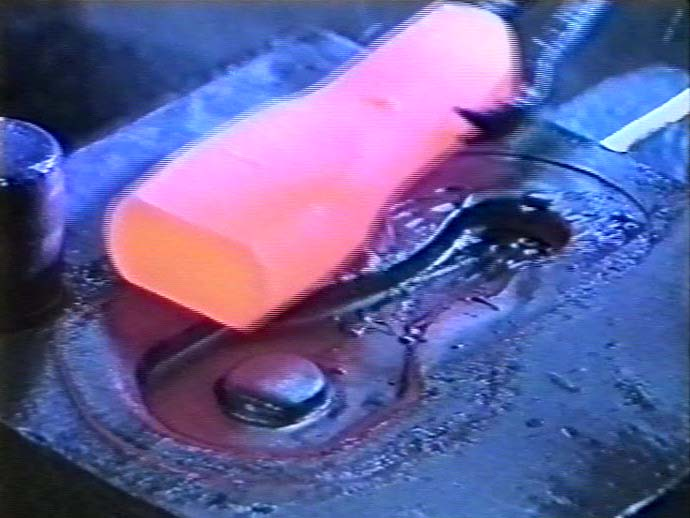
Заготовка на ковальській формі
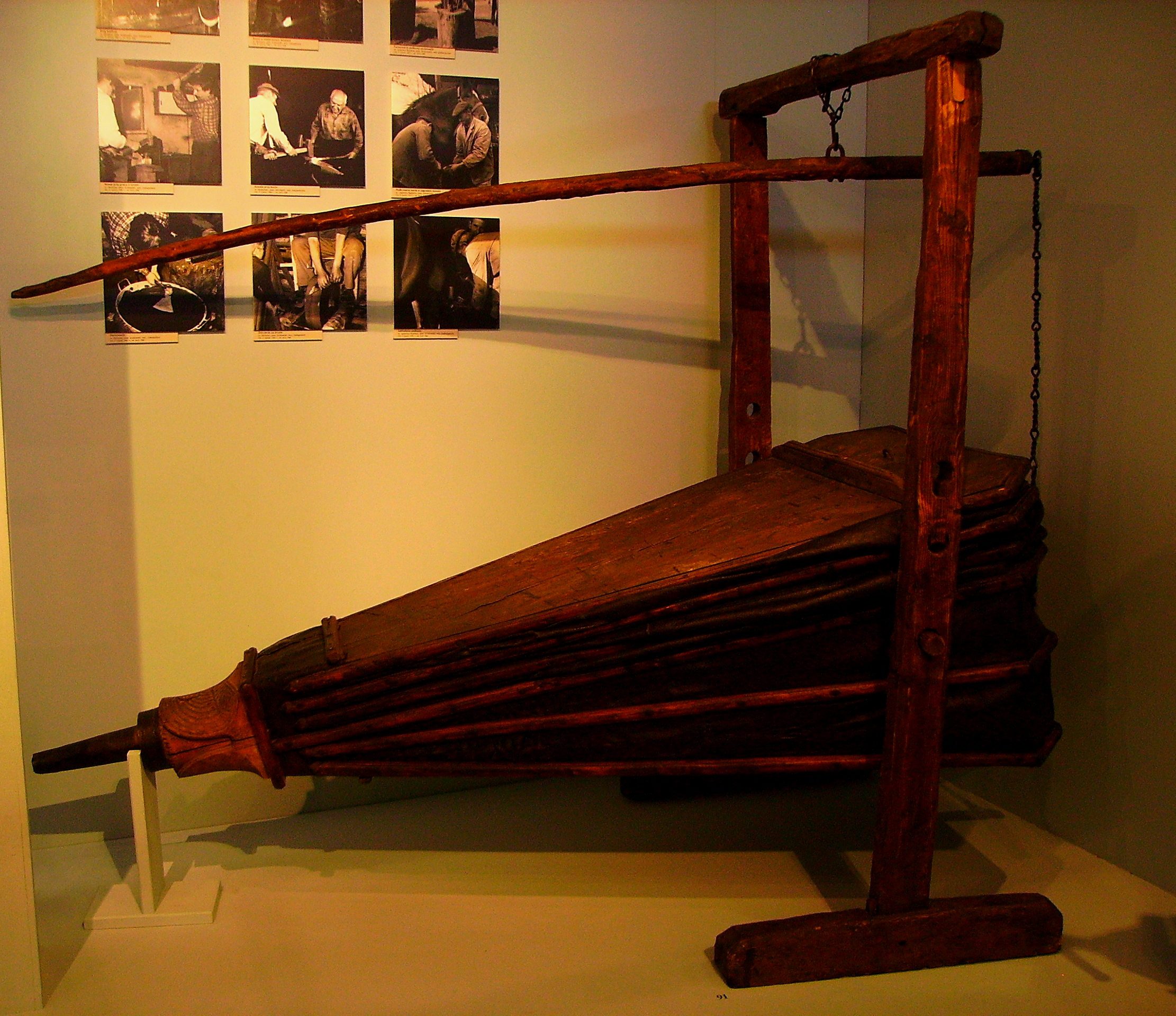
Міх
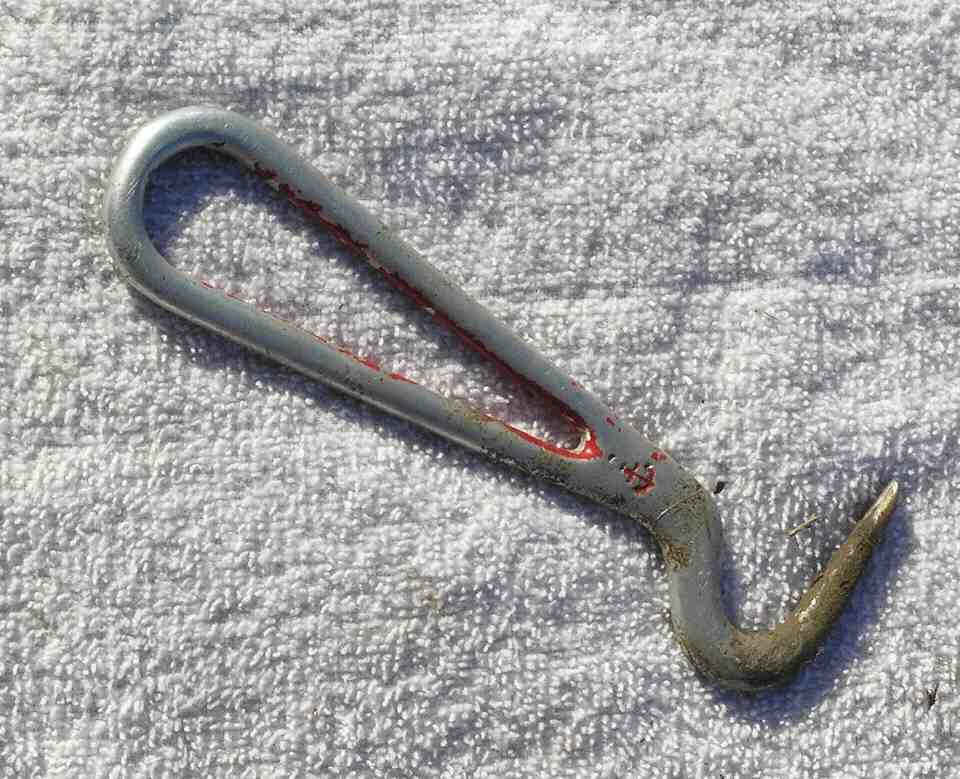
Копитний гачок
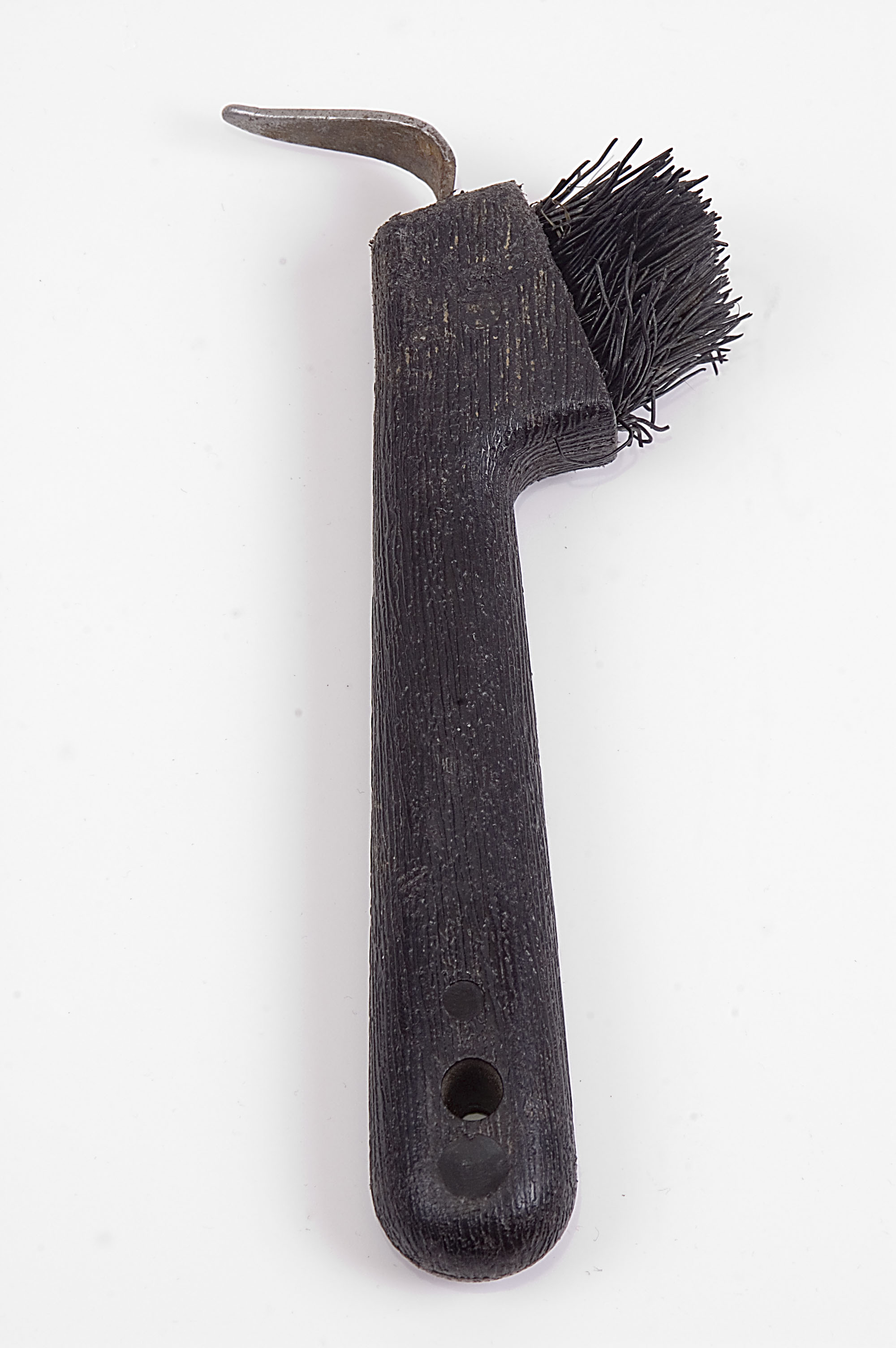
Щітка з гачком

## Ковальство в культурі

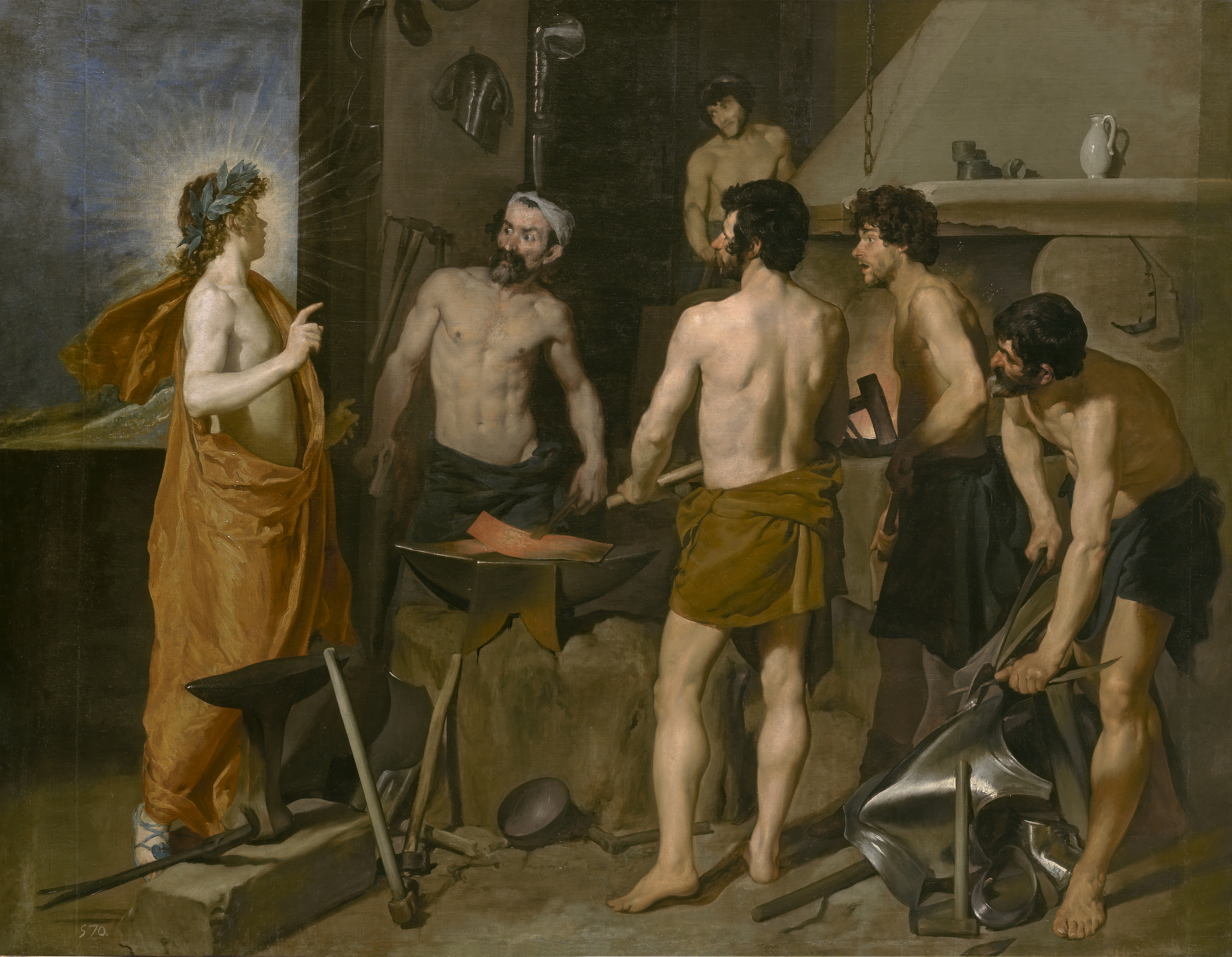
Кузня Вулкана, картина Д. Веласкеса, 1630 р.

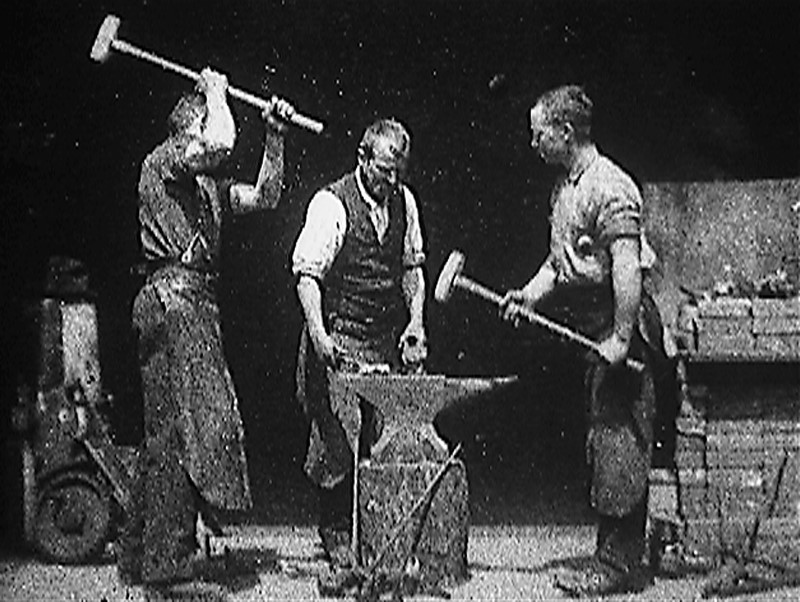
Кадр з фільму «Ковальська сцена», 1893 рік

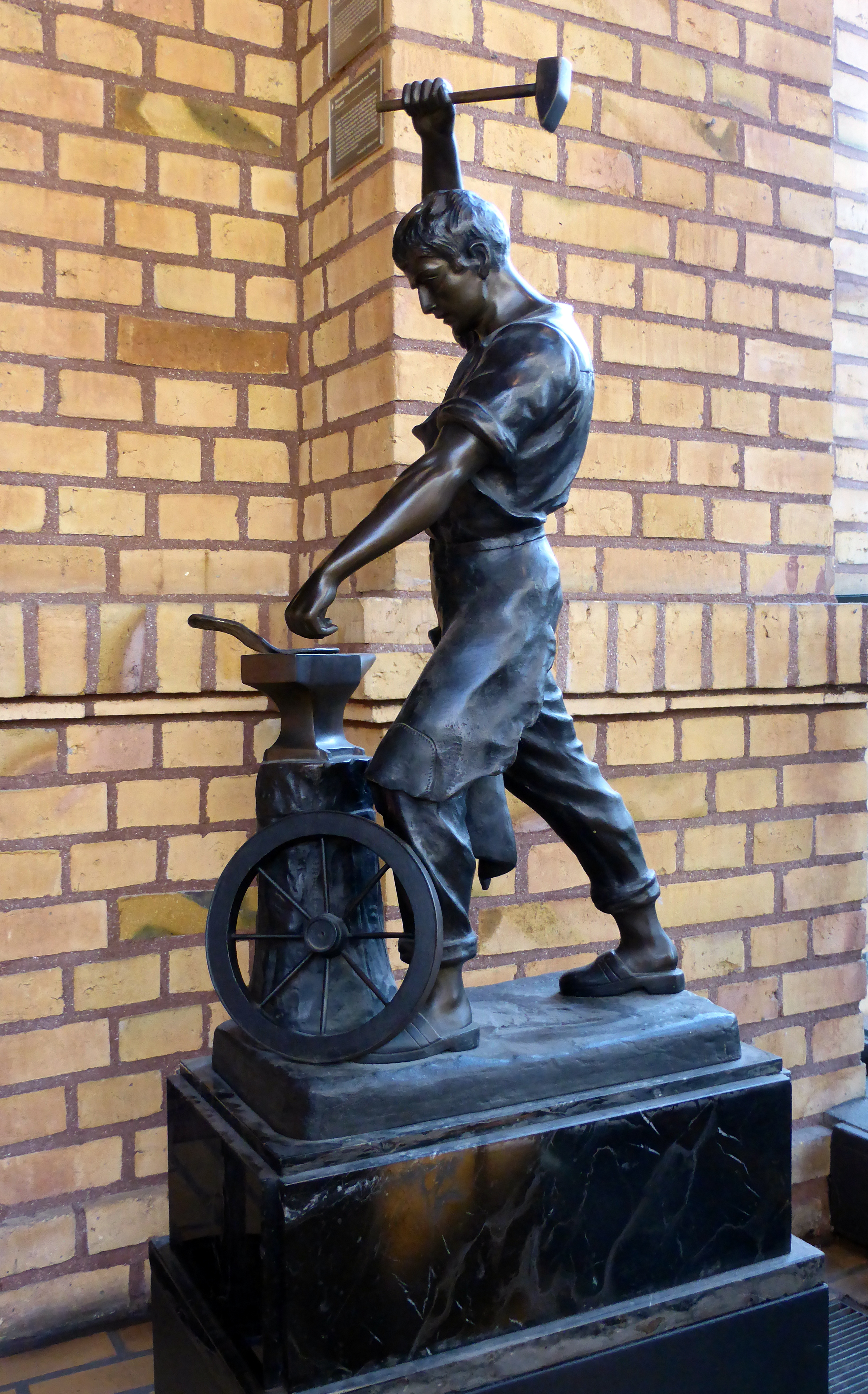
Скульптура «Коваль», Артур Хофманн?, 1890 рік, Німецький музей техніки, Берлін

### Прізвища
Від назви фаху робітника, який займається ковальством, — коваля — походять популярні прізвища в багатьох народів світу. Це і українські прізвища Коваль, Ковалик, Коваленко, Ковальченко, Ковалишин, Ковалюк, Ковальчук, Ковальський, російські Кузнецов і Ковальов, угорське Ковач, англійське Сміт (англ. Smith), німецьке Шмідт (Schmidt, від Schmied) тощо.

### У мітолоґії
Образ коваля є популярним у світових мітолоґії, фолькльорі та мистецтві.
Відомі ковалі з мітолоґії та мистецтва:
- Гефест — давньогрецький бог вогню (та його давньоримський відповідник Вулкан);
- Сварог — давньослов'янський бог неба і небесного вогню;
- Коваль Віланд (Воланд, Велундр, Велюнд) — легендарний кельтський коваль, який зварював різні шари заліза в непереможну найміцнішу зброю
- Вакула — головний герой повісті Миколи Гоголя «Ніч перед Різдвом» та опери П. І. Чайковського «Черевички» (навіть початково мала назву «Коваль Вакула»)

### Заходи
Зараз ковальство є доволі популярним, але рідкісним ремеслом. В Україні, особливо на заході, проводяться різноманітні заходи з популяризації ковальства, напр. у Івано-Франківську міжнародне «Свято ковалів», у Львові — Всеукраїнський фестиваль «Залізний Лев». А з 2018 року у м. Дніпро започаткували масштабний фестиваль ковальства Koval Fest.

### Кінематограф
Один із перших фільмів американського кінематографа — «Ковальська сцена» (1893) — був присвячений ковальству.

### Прислів'я
- Коваль клепле, поки тепле — треба робити вчасно
- Без плуга не орач, без молота — не коваль
- Коваль коня кує, а жаба й собі ногу наставляє
- Ковалева кобила і шевцева жінка ходять звичайно босі
- Коли на дворі льодок, тоді ковалеві медок
- Як не коваль, то і кліщів не погань (як не коваль, то й рук не погань; як не коваль, то й губи не погань)
- У коваля руки чорні, а хліб білий
- Чого бог не дасть, того коваль не викує
- Сам дуй, сам куй, сам по воду йди і сам гроші бери
- І залізо в горні м'якне
- Батогом ковадла не розсічеш
- Вліз межи молот і ковадло
- Добре ковадло не боїться молота
- Краще бути молотком, ніж ковадлом
- Не кує молот, а кує голод
- Не молот кує, а коваль
- У коваля що стук, то гривня
- От тобі, ковалихо, лихо, що у кузні тихо
- Коваль зогрішив, а шевця повісили (коваль провинив, а цигана повісили; коваль провинив, слюсаря повісили)
- І коваль, і швець, і кравець, і на дуду грець
- Добре тому ковалеві, що на обидві руки кує
- У ледачих ковалів не буває мозолів
- То такий коваль, що вміє зробити із заліза пшик

## Галерея

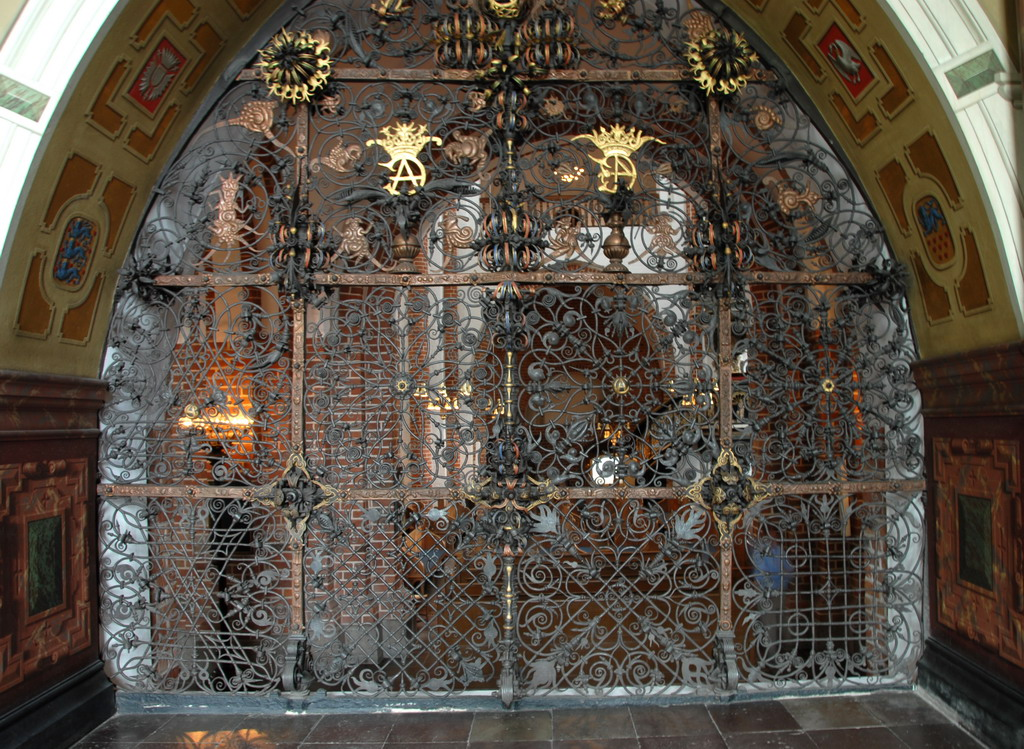
Кована огорожа каплиці короля Крістіана IV роботи Каспара Фінке. Собор Роскілле, Данія
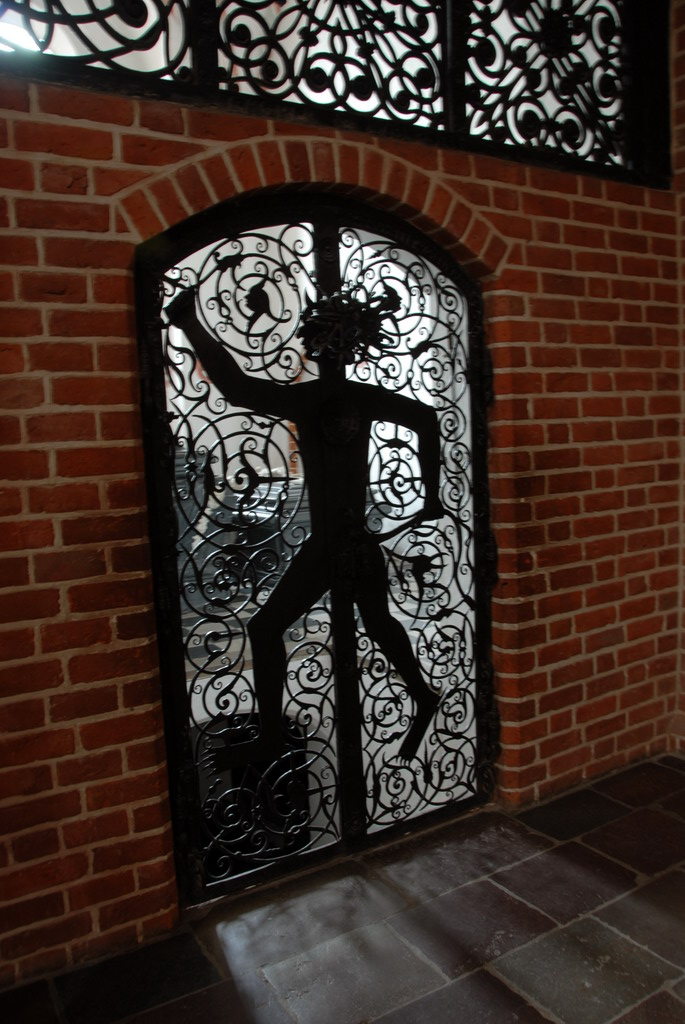
Кована решітка на вході в Північну вежу кафедрального собору Роскілле, Данія.
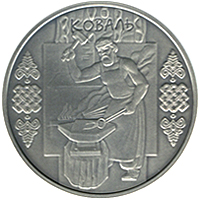
Монета НБУ, присвячена ковальству
- Робота в кузні
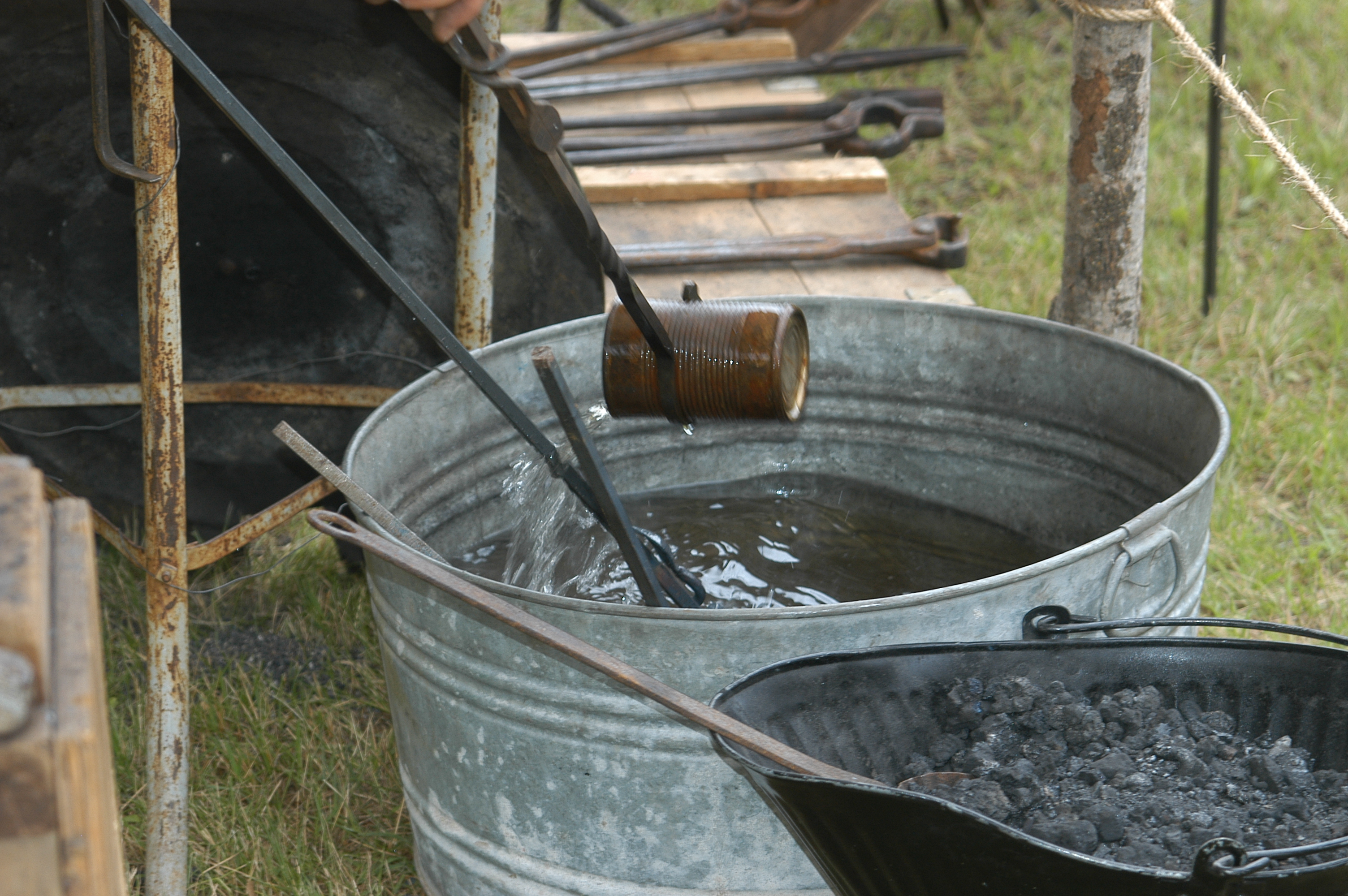
Загартування в балії з водою
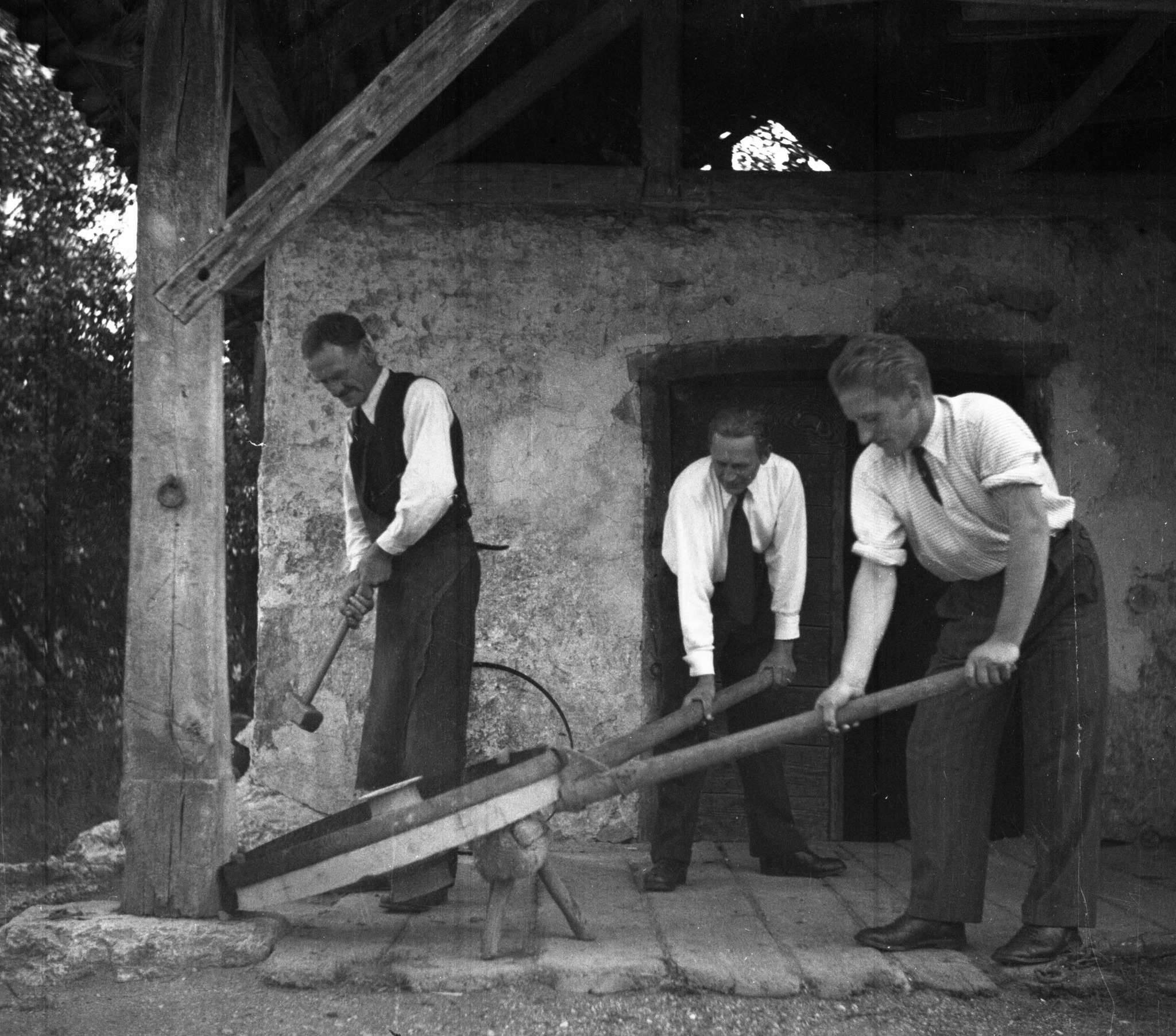
Шинування дерев'яного колеса